# Xã Blaine, Quận Washington, Pennsylvania
Xã Blaine (tiếng Anh: Blaine Township) là một xã thuộc quận Washington, tiểu bang Pennsylvania, Hoa Kỳ. Năm 2010, dân số của xã này là 690 người.